# Chalil Hilmi
Chalil Amin Hilmi (ar. خليل أمين حلمي; ur. 1909 w Bejrucie, zm. 17 lipca 2004) – libański strzelec, olimpijczyk. 
Brał udział w Letnich Igrzyskach Olimpijskich 1948 (Londyn) i Letnich Igrzyskach Olimpijskich 1952 (Helsinki). W Londynie zajął 57. miejsce w konkurencji pistoletu szybkostrzelnego i 50. pozycję w konkurencji pistoletu dowolnego. W Helsinkach wystartował wyłącznie w tej drugiej; zajął wówczas 46. miejsce.

## Wyniki

### Igrzyska olimpijskie
| Igrzyska      | Konkurencja                   | Wynik                        | Miejsce | Źródło |
| ------------- | ----------------------------- | ---------------------------- | ------- | ------ |
| Londyn 1948   | Pistolet szybkostrzelny, 25 m | 423 pkt. (228–195)           | 57      | [ 1 ]  |
| Londyn 1948   | Pistolet dowolny, 50 m        | 331 pkt. (56–56–61–58–47–53) | 50      | [ 2 ]  |
| Helsinki 1952 | Pistolet dowolny, 50 m        | 489 pkt. (82–80–78–84–87–78) | 46      | [ 3 ]  |